# 可爱多
可爱多（義大利語：Cornetto，義大利語發音：[korˈnetto]）是意式冷冻甜筒品牌，由英国荷兰公司联合利华拥有，屬於和路雪产品系列。

## 名稱
意大利语中的意思是“小喇叭”，還以不同的名称而享誉国际，包括意大利的Algida，英国的和路雪，爱尔兰共和国的HB，西班牙的Frigo和印度的Kwality Wall's。